# Almudena García Alonso
Luisa Mercedes Almudena García Alonso es una psicóloga y profesora española, doctora en Psicología y especialista en Psicología Clínica y en Hipnosis.

## Biografía
Nacida en Madrid, en 1973, Se licenció en Psicología en 1988 por la Universidad Complutense de Madrid y se doctoró en la misma universidad en 1996. Es, además, especialista en Hipnosis desde 1997 y especialista en Psicología Clínica desde 2008. Entre 1984 y 1987 fue psicóloga clínica en prácticas y voluntaria en Friburgo (Suiza) y Burdeos (Francia). En 1990 se encargó de la asesoría teórica y la documentación estadística en el programa Hablemos de Sexo, de Televisión Española.
Entre 1998 y 2004, además de desempeñar otros cargos de gestión, fue profesora en la facultad de Psicología de la Universidad SEK de Segovia. Desde 2004 es profesora de distintas asignaturas en la facultad de Psicología de la Universidad Complutense de Madrid, del máster de Gerontología desde 2010 y, desde 2009, en el grado de Terapia Ocupacional de la facultad de Medicina de la misma universidad. Así mismo, desde 2014 es profesora en el grado de Criminología y seguridad en la Universidad Camilo José Cela y en el máster de Criminología. Además, desde 1992 desempeña su actividad como psicología clínica en un centro privado. Sus áreas de investigación son la vigorexia, la terapia asistida con animales, la psicopatología en personal militar y la personalidad del terrorista yihadista.

## Premios y reconocimientos
- Premio Juan Huarte de San Juan (2003).[1]
- Primer Premio de “Universitario con las Discapacidades” gracias al proyecto Programa de Hospital de día en pacientes esquizofrénicos llevado a cabo en el Centro de Servicios Sociales y de salud “Nuestra Señora de la Fuencisla”.[1]
- Segundo Premio de “Universitario con las Discapacidades” gracias al proyecto Medidas repetidas de cuestionarios de evaluación cognitiva e intervención psicoterapéutica.[1]
- Premio a las comunicaciones mejor valoradas en el XII Congreso Nacional y I Foro de Psicología de la Actividad Física el Deporte (2011), por la comunicación “Psicopatología Deportiva”.[3]
- Premio a la mejor comunicación en póster gracias al trabajo “Patrón de deterioro en un Centro de día para pacientes con Alzheimer” (2011).[3]